# Cromna albopunctata
Cromna albopunctata är en insektsart som först beskrevs av Kirby 1891.  Cromna albopunctata ingår i släktet Cromna och familjen Flatidae. Inga underarter finns listade i Catalogue of Life.